# Heidi Zurbriggen
Heidi Zurbriggen (Saas-Almagell, 16 de marzo de 1967) es una deportista suiza que compitió en esquí alpino. Su hermano Pirmin compitió en el mismo deporte.
Ganó dos medallas de plata en el Campeonato Mundial de Esquí Alpino, en los años 1996 y 1997. 
Participó en tres Juegos Olímpicos de Invierno, entre los años 1992 y 1998, ocupando el sexto lugar en Nagano 1998, en la prueba de eslalon gigante.

## Palmarés internacional
| Campeonato Mundial | Campeonato Mundial     | Campeonato Mundial | Campeonato Mundial |
| Año                | Lugar                  | Medalla            | Prueba             |
| ------------------ | ---------------------- | ------------------ | ------------------ |
| 1996               | Sierra Nevada (España) | Medalla de plata   | Supergigante       |
| 1997               | Sestriere (Italia)     | Medalla de plata   | Descenso           |